# 교향곡 1번 (브람스)
《교향곡 1번 다단조, 작품 번호 68》은 요하네스 브람스의 첫 번째 교향곡이다. 브람스는 이 작품을 완성하는 데 최소 14년이 걸렸으며, 초고는 1854년에 썼다. 브람스 자신은 초고에서 마지막 손질까지 이 교향곡을 쓰는 데 1855년부터 1876년까지 21년이 걸렸다고 말하였다. 초연은 1876년 11월 4일 친구 펠릭스 오토 데소프가 독일 카를스루에에서 지휘하였다. 

## 악기 편성
플루트 2, 오보에 2, 클라리넷 2, 바순 2, 콘트라바순, 호른 4, 트럼펫 3, 트롬본 3(4악장에서만 나온다.), 팀파니, 현악 5부

## 악장 구성
교향곡 1번은 4악장 형식으로, 아래와 같다.
- 1악장 : 운 포코 소스테누토 - 알레그로 (Un poco sostenuto – Allegro)
  - 다단조.
- 2악장 : 안단테 소스테누토 (Andante sostenuto)
  - 마장조.
- 3악장 : 운 포코 알레그레토 에 그라지오소 (Un poco allegretto e grazioso)
  - 내림가장조.
- 4악장 : 아다지오 - 피우 안단테 - 알레그로 논 트롭포, 마 콘 브리오 - 피우 알레그로 (Adagio - Più andante - Allegro non troppo, ma con brio - Più allegro)
  - 다단조 - 다장조.

보통 연주 시간은 45~50분가량 걸린다.

## 작곡
브람스는 1854년에 교향곡 1번 작곡에 착수하였으나, 나중에 곡 내용 대부분이 크게 수정되었다. 교향곡 1번을 완성하는 데 오래 걸린 까닭은 두 가지 이유로 보인다. 첫 번째로 브람스는 자신의 까다로운 자기 비판 때문에 초기 작품 여럿을 없애버렸다. 두 번째로 브람스의 친구와 대중은 그가 "베토벤의 유산"을 계승하여 그에 필적할 만한 장중함과 지적 수준이 담긴 교향곡이 나오리라 기대했기 때문이다. 이러한 기대에 대해 브람스는 자신이 베토벤과 같은 위대한 성과를 수이 내놓을 수 없으리라고 느꼈다.
브람스가 이룬 성취의 가치와 중요성은 빈의 유력한 비평가이자 완고한 보수주의자인 에두아르트 한슬리크의 인정을 받았다. 1877년 지휘자 한스 폰 뷜로는 이 교향곡에 감동하여 "베토벤의 교향곡 10번"으로 부르기도 했는데, 이 작품이 베토벤의 여러 작품과 유사하였기 때문이다. 종종 브람스 교향곡 1번의 4악장과 베토벤 교향곡 9번의 두 주요 주제가 서로 비슷한 점도 많다고 얘기하기도 한다. 하지만 베토벤 교향곡 3번 도입부에 나오는 "영웅 교향곡"의 음악과 비슷한 작품이다. 브람스는 이 교향곡에서 베토벤에 대한 의식적인 찬미로서 베토벤의 작풍을 이용했음을 알고 있었지만, 이런 지적이 베토벤의 표절이라는 비난과 매한가지라고 느껴서 이를 불편하게 생각하였다. 브람스 본인은 베토벤과 유사하다는 점에 대해 논평하면서, "바보라도 알 수 있다"고 말한 바 있다. 그렇지만 이 작품은 지금도 "베토벤의 교향곡 10번"으로 칭하기도 한다. 그러나 브람스의 교향곡 1번에서 "영웅"의 리듬으로 된 호른 주제는 슈만에게 보낸 편지(1868년)에 보면 알펜호른(alpenhorn) 연주를 우연히 듣고 알았다고 씌여 있다.
브람스의 친구이자 출판업자인 프리츠 짐로크는 이 작품이 세 도시에서 연주될 때까지 악보를 받지 못했다. (브람스는 여전히 시험 연주를 적어도 세 번 더 하길 바랐다.)
교향곡 1번의 육필 원고는 현존하지 않지만, 도버 출판사(Dover Publications)에서 남아있는 부분을 축소형으로 복원한 바 있다.

## 음악적 요소
교향곡 1번은 긴 도입부로 시작하는데, 여기에는 세 요소가 동시에 연주된다. 팀파니가 밑을 깔고, 현이 상승하며, 관은 하강한다. 이 부분은 나머지 다른 부분이 완성된 후에 브람스가 쓴 것이다. 1악장의 알레그로 부분은 거대한 관현악의 소나타이며, 그 안에서 악기 사이의 관계가 바뀌면서 악상이 발생하여 전개되고 재현된다.
2, 3악장은 1, 4악장보다 밝은 느낌이다. 느린 악장인 안단테 소스테누토는 세 부분을 통해 온화한 감정을 보여준다. 이 세 부분 가운데 세 번째는 첫 주제를 새롭게 처리한 것이다. 오랫동안 지속되는 바이올린 독주는 베토벤의 몇몇 후기 작품(후기 4중주 작품이나 장엄 미사)를 재현한 것이다. 스케르초같은 3악장은 편안하지만 복잡한 리듬과 얽혀있는 기조(texture)로 가득하다.
4악장은 느린 도입부로 시작되는데, 여기서 새로운 멜로디가 "우울하고 극적인 수사"와 경쟁한다. 피우 안단테 부분에서 호른과 팀파니는 브람스가 알프스의 어느 목동에게서 들었던 "언덕 끝에서 골짜기 깊숙이 나는 당신에게 천 번의 인사를 보낸다!" 말과 같은 음색을 제시한다. 마지막 부분(알레그로 논 트롭포, 마 콘 브리오)에는 참신하고 베토벤 같은 피날레의 주제 선율이 장조로 장대하게 펼쳐진다.

## 동일 소재 음악
- 베토벤 교향곡 3번 : 루트비히 판 베토벤의 3번째 교향곡.

## 같이 보기
- 교향곡 3번 (베토벤)